# Noduli di Aranzio

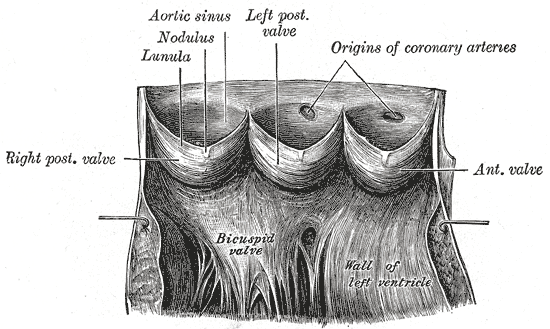
Cuspidi della valvola aortica con i noduli di Aranzio

I noduli di Aranzio o noduli della valvola semilunare aortica sono dei piccoli ispessimenti nodulari in corrispondenza del punto di mezzo del margine libero della lamina fibrosa di ciascuna delle tre semilune che compongono la valvola aortica. Si mostrano più sviluppate nel neonato che nell'adulto. Anatomicamente si ritrovano vicino alle lunule e nei seni aortici (o cosiddetti del Valsalva).
Si mostrano maggiormente durante la fasi della sistole e della diastole, quando le valvole cardiache si aprono e si chiudono.
Simili ispessimenti nodulari si trovano nella stessa locazione anche nella valvola semilunare polmonare, dove prendono però il nome di "noduli di Morgagni".
Devono il loro nome a Giulio Cesare Aranzi.